# Graugelbe Rucksackschnecke
Die Graugelbe Rucksackschnecke (Testacella haliotidea) ist eine Raubschnecke aus der Gattung und Familie der Rucksackschnecken (Testacella bzw. Testacellidae) aus der Unterordnung der Landlungenschnecken (Stylommatophora). Die lat. Artbezeichnung haliotidea spielt auf die ohrförmige Gestalt des rudimentären Gehäuses an, auf Grund dessen die auch zu den „Halbnacktschnecken“ gezählt wird.

## Merkmale
Das Gehäuse ist beim erwachsenen Tier relativ klein, ohrförmig-flach und sitzt auf dem hinteren Teil kurz vor dem Körperende. Das juvenile Tier kann sich zunächst noch in das Gehäuse zurückziehen. Dann bleibt das Wachstum des Gehäuses rasch hinter dem Wachstum des Weichkörpers zurück. Das Tier wird im Adultstadium zur „Halbnacktschnecke“. Das kleine Gehäuse misst 7 bis 8 mm in der Länge und 5 bis 6 mm in der Breite. Es ist meist gelblich und weist auf der Oberfläche grobe Anwachsstreifen auf, die der Oberfläche ein runzeliges Aussehen geben. Das Tier ist ausgestreckt 8 bis 12 cm lang und ca. 1 cm breit. Im Ruhezustand zieht sich das Tier halbkugelig zusammen. Die Körperfärbung variiert von cremegelb über hellgelb bis hellbraun, die Fußsohle ist deutlich heller als der Rücken. Die zwei Seitenfurchen beginnen am vorderen Mantelrand, kurz vor dem rudimentären Gehäuse deutlich voneinander getrennt. 

## Lebensweise, Vorkommen und Verbreitung
Die Art ist synanthrop und lebt bevorzugt in der Kulturlandschaft, wie Gärten und Parks, im Süden des Verbreitungsgebietes auch auf Feldern und in Weinbergen. Die Art ist nachtaktiv und lebt räuberisch von Regenwürmern, die meist komplett verschlungen werden. Ob die Graugelbe Rucksackschnecke auch andere Schnecken und evtl. sogar Artgenossen frisst, ist in der Literatur umstritten. Das Verbreitungsgebiet reicht von den Britischen Inseln bis Westfrankreich sowie den Mittelatlantischen Inseln (Azoren, Kanarische Inseln, Madeira). Die isolierten Vorkommen bei Heidelberg in Süddeutschland, in Schleswig-Holstein, bei Turin (Norditalien) und auf Jütland (Dänemark) werden auf Verschleppung zurückgeführt. Inzwischen ist die Art aber nicht nur innerhalb Europas verschleppt worden, sondern auch nach Neuseeland und Australien sowie nach Nordamerika.

## Systematik
Die Graugelbe Rucksackschnecke (Testacella haliotidea Draparnaud, 1801) hat zahlreiche Synonyme: Testacella barcinonensis Pollonera, 1888, Testacella dubia Pollonera, 1888, Testacella esserana Fagot, 1892, Testacella europaea Roissy, 1805, Testacella galliae Oken, 1815, Testacella pascali Massot, 1870 und Testacella servaini Massot, 1870. Graugelbe Rucksackschnecke (Testacella haliotidea) ist die typische Art der Gattung Testacella Draparnaud, 1801.